# تشارلز ماجنوسون
تشارلز ماجنوسون (بالسويدية: Charles Magnusson)‏ هو مصور ومنتج أفلام ومصور سينمائي وكاتب سيناريو ومخرج سويدي، ولد في 26 يناير 1878 في غوتنبرغ في السويد، وتوفي في 18 يناير 1948 في ستوكهولم في السويد.

## وصلات خارجية
- تشارلز ماجنوسون على موقع IMDb (الإنجليزية)
- تشارلز ماجنوسون على موقع أول موفي (الإنجليزية)
- تشارلز ماجنوسون على موقع قاعدة بيانات الأفلام السويدية (السويدية)
- تشارلز ماجنوسون على موقع قاعدة بيانات الفيلم (الإنجليزية)
- تشارلز ماجنوسون على موقع كينوبويسك (الروسية)